# گرد و غبار (فیلم ۲۰۱۲)
گرد و غبار (اسپانیایی: Polvo‎) فیلمی در ژانر درام است که در سال ۲۰۱۲ منتشر شد.